# Sosna Bajkuszewa

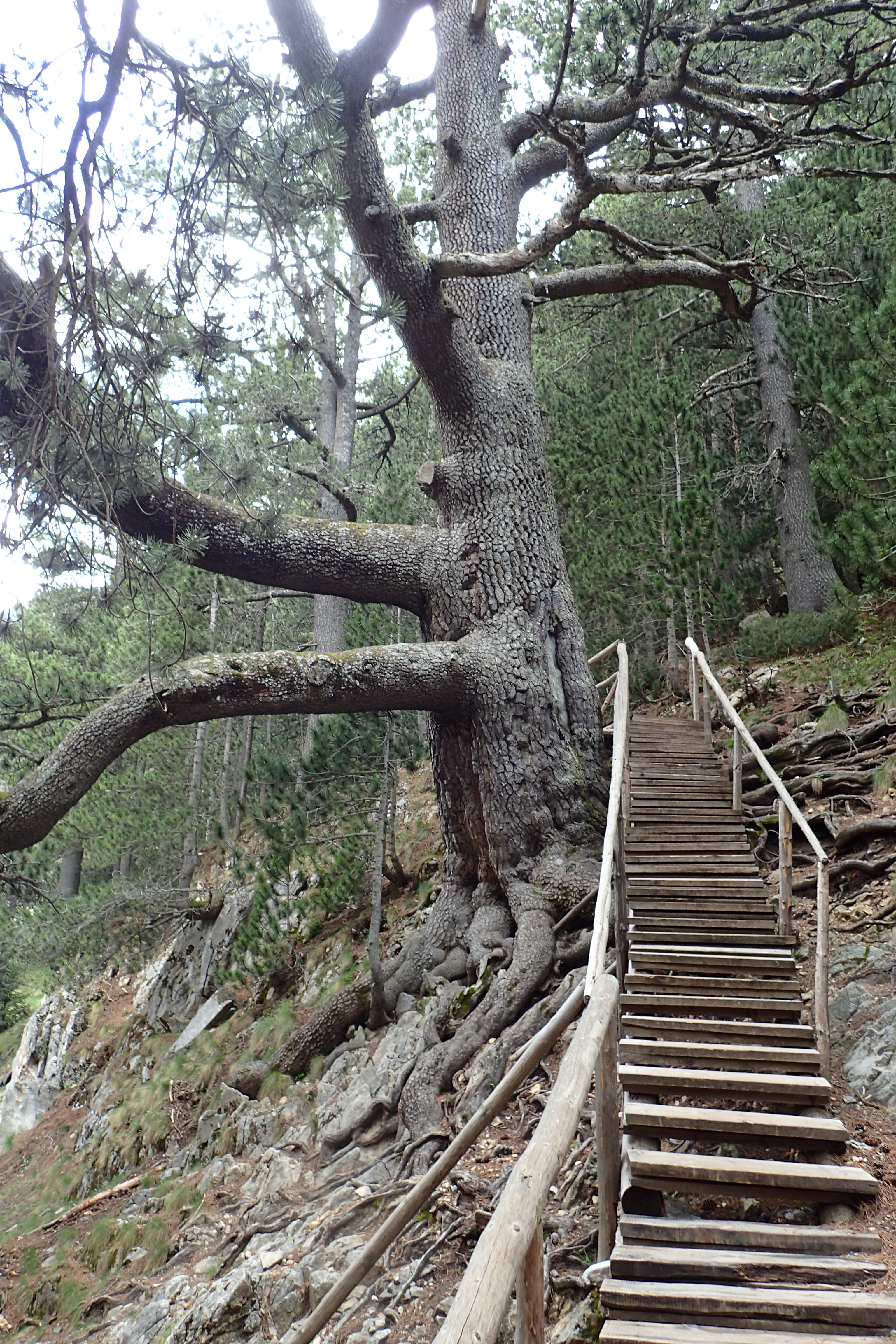
Sosna Bajkuszewa

Sosna Bajkuszewa (bułg.: Байкушева мура) (znana również pod nazwą Jodła Bajkuszewa) – najstarsze drzewo iglaste rosnące w Bułgarii i jedno z najstarszych w Bułgarii i na świecie, mające ponad 1300 lat. Jest to okaz sosny bośniackiej (Pinus heldreichii H. Christ). Sosny bośniackie występują w stanie dzikim na Półwyspie Bałkańskim i w południowych Włoszech. Sosna Bajkuszewa rośnie na wysokości 1930 m n.p.m. w południowo-zachodniej części kraju, w Parku Narodowym Pirynu w górach Piryn. Swoją nazwę sosna zawdzięcza leśnikowi, który ją odkrył w 1897 roku – Kostadinowi Bajkuszewowi. W 2005 r. podawana wysokość drzewa to 26 metrów, w 2012 30 m. Obwód pnia wynosi 7,8 metra a średnica 222 cm.
W połowie lat 60. XX w. poczta bułgarska wprowadziła do sprzedaży serię znaczków, przedstawiających najstarsze drzewa w Bułgarii. Na znaczku za 13 stotinek przedstawiona została Sosna Bajkuszewa (bułg. Байкушеватa мура).